# Стекелис, Моше
Моше Стекелис (18 июня 1898, Каменец-Подольский — 14 марта 1967) — археолог, исследовавший неолитическую ярмукскую культуру в Шаар ха-Голане.

## Биография
Родился в Каменце-Подольском Подольской губернии Российской империи (ныне Украина). Окончил Одесский университет. С 1921 по 1924 год работал заместителем директора в Одесском археологическом музее. За участие в сионистском движении был сослан в Сибирь на три года. Продолжил исследования в области антропологии, находясь в эмиграции и поселился в Палестине в 1928 году. Защитил докторскую диссертацию у Анри Брёйля в 1930-х годах и стал профессором археологии в Еврейском университете Иерусалима. Он сделал много важных открытий во время многочисленных раскопок, работая с Дороти Гаррод над неолитом Леванта. Было отмечено, что его исследования и находки «проливают свет на раннего человека и неоценимы для реконструкции его развития».
Моше Стекелис умер в возрасте 69 лет при планировании дальнейших исследований долины реки Иордана.